# Església de Sant Agustí (València)
L'església de Sant Agustí i Santa Caterina era l'antic temple del convent dels agustins a la ciutat de València, del qual només en resta aquesta. El seu origen és medieval, però com totes les esglésies valencianes fou reformada en altres estils, i després retornada al seu estil gòtic primitiu. S'ubica a la plaça de Sant Agustí cantonada amb l'avinguda de Guillem de Castro, a la ciutat de València, l'Horta.

## Evolució històrica i artística

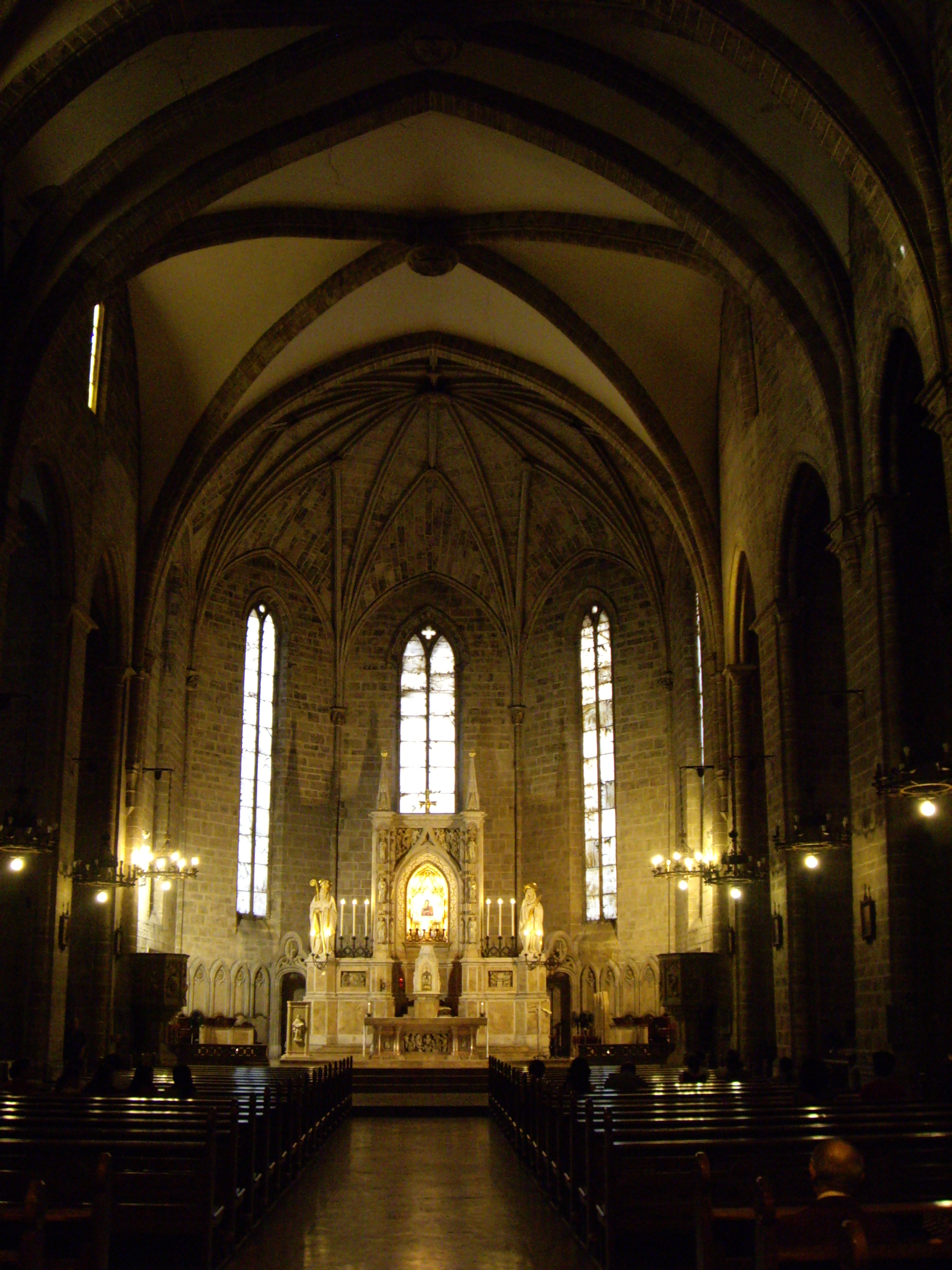
Interior de l'església

Els agustins obtingueren la llicència reial per establir-se al Regne de València el 1272/1273, però probablement el convent a València no es fundara fins a 1281.
El lloc on s'ubicaria estava al sud-oest, en camp obert, més allunyat de la ciutat que altres ordres (com els franciscans, dominicans o mercedaris) però ben comunicat gràcies al camí de Sant Vicent. Aquest paratge, conegut com la Pobla d'en Mercer era una àrea suburbana, encara al segle xv Jaume Roig es referirà a ella com el bovalar dels Agustins, és a dir, com una zona semi humida de pastures, com havia sigut en el seu origen el raval de la Boatella.
Així el convent de Sant Agustí es construí, almenys les primeres edificacions, cap a l'últim quart del segle xiii, però l'única dada segura és que l'any 1298 l'església del convent ja acollia les confraries dels ferrers i els argenters. Poc després, el 1300, Jaume el Just amplia el solar, duplicant-lo, en concedir unes nou fanecades. Amb aquest privilegi reial s'enceta un pla constructiu, que almenys hauria inclòs el temple, el primer claustre, el dormitori i refectori, elements que a principis del segle xviii es consideraven els més antics del complex conventual.
Quan s'amplià el recinte urbà amb les noves muralles del 1356, aquesta inclogué el recinte de Sant Agustí. Aquest fet, però, condicionava les futures ampliacions en el solar dels agustins i rebé una compensació pels prejudicis. La documentació també registra la necessitat de reparar l'església el 1369, coincidint amb un període de gran activitat constructiva a la ciutat després de la guerra amb Castella (1356-1365). Noves obres de reconstrucció eren urgents el 1441 per haver-se arruïnat part del temple.
L'aspecte actual de l'església, repristinada l'any 1940, només deixa entreveure els trets generals, un temple d'una sola nau, amb capelles entre els contraforts i volta de creueria simple; a causa què els detalls han sigut molt alterats. Els plànols antics de la ciutat mostren que les capelles i la nau oferien una visó compacta a l'exterior com un cos rectangular del que sobresortia la capçalera poligonal i el campanar, aquest de planta quadrada i a l'angle contrari a l'actual.
Els mateixos documents mostren també que l'església disposava de set capelles quadrades per cada costat, servint una d'elles, com encara fa, d'accés principal des del carrer; les dues més pròximes al presbiteri pel costat de l'epístola eren bastant més profundes.
El claustre més antic ocupà els jardins del costat de l'església actuals, encara s'observen vestigis d'arcs ogivals al mur del temple, hauria tingut setze arcades per costat, segons Jordá. Quan es necessità ampliar les dependències conventuals cap al nord, per l'aparició de capelles individuals (com la que el Consell Municipal pagà a fra Miquel Cardenet) entre altres raons, es construí un nou claustre, del segle xvii i més gran, a més d'alçar una segona planta sobre el que ja existia, com també havien fet altres convents mendicants de la ciutat com el de Sant Francesc o el Carme. Com una frontissa entre els dos claustres s'alçava una gran crugia d'origen medieval que servia per allotjar el refetor a la planta baixa, i la gran biblioteca a sobre.
Destacava en el convent la capella de la Mare de Déu de Gràcia, santuari objecte de peregrinacions a l'època medieval i afavorit pels reis castellans i de la Corona d'Aragó. El rei Enric II de Castella en fou molt devot d'aquesta icona (actualment presideix l'altar de l'església) i va patrocinar la construcció d'una capella nova, junt al claustre vell. Amb la reforma de l'església el 1692 aquesta capella es reconstruí al costat del presbiteri pel costat de l'evangeli, posteriorment, el 1754 es tornaria a traslladar a una capella de nova planta situada al centre del claustre major.
Igual que molts altres esglésies valencianes, també Sant Agustí fou remodelat, emmascarant l'edifici gòtic. L'artífex fou José Milán Aragón, que el 1692 realitzà un recobriment decoratiu barroc del que es feia cap a finals del segle xvii, el qual fou criticat per Ponz un segle després.
Ponz també menciona pintures d'Evarist Muñoz, Conchillos, Gaspar de la Huerta, els Vergara i alguna d'Espinosa, també fa referència a diversos quadres de Joan de Joanes. Potser a finals del segle xvii o principis del següent l'arquitecte Juan Pérez Castiel intervingués en diferents elements del complex monacal com la construcció del campanar (fet sobre dos contraforts i deixant pas entre ells amb una gran perícia) i Orellana li atribueix la sala capitular, més tard convertida en capelles de la Comunió i finalment en sagristia, diu Orellana «que sin arcos y con una cruz partida al ayre es un milagro de los mas inteligentes en el arte».

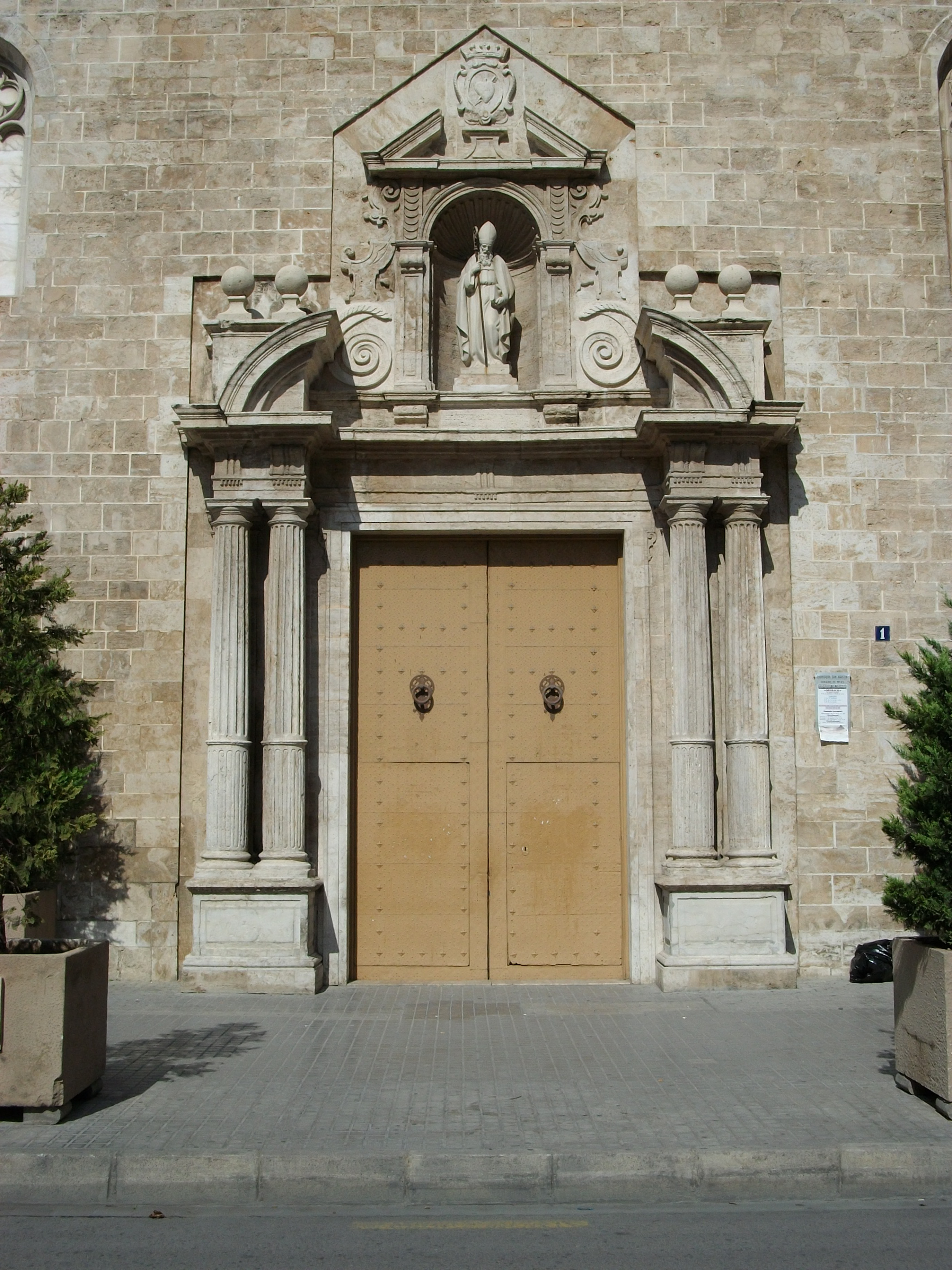
Portada de l'església

La portada actual de Sant Agustí està flanquejada per dos parells de columnes dòriques sobre pedestals i es remata amb un frontó corb partit amb un nínxol entre volutes que conté una imatge, moderna, del sant titular, l'original Orellana l'atribuïa a Juan Muñoz. La seua cronologia s'ubica al primer terç del segle xvii, per la influència vignolesca provinent de la portada exterior del Col·legi del Patriarca de 1603.
Durant l'ocupació francesa el convent dels agustins va sofrir greus pèrdues, inclús serví de quarter a les tropes de Napoleó el 1812. Passada la guerra, a partir de 1815 l'església es renovà, dirigia els treballs Vicent Monmeneu, encara que un informe de l'Acadèmia de Sant Carles del 1817 en què es qualificava la intervenció com una «transformació de la decoració» de l'església, i obligà a posar el projecte sota la supervisió d'un arquitecte aprovat per l'Acadèmia. Un any després Salvador Escrig obtingué l'autorització dels plànols de la decoració del temple, amb ordres de pilastres corínties i la traça d'un retaule. Segons Cruilles l'edifici conservava visibles les voltes gòtiques al cor alt, a la nau central i al presbiteri.
Degut a la desamortització les dependències del convent es convertiren en presó, fins a la seua demolició el 1904; l'església es quedà aïllada però es reobrí al culte el 1836. Es construí un nou campanar en el lloc on està l'actual, obra de Lluís Ferreres que li conferí un aspecte eclèctic de torre cúbica, l'any 1912 quan ja l'església era seu de la parròquia de Sant Agustí més la de Santa Caterina, titularitat que li havia sigut transferida de l'església de Santa Caterina en perdre aquesta la condició de parròquia.
L'any 1936 el temple sofrí greus danys, tants que després de la guerra es pensà en la seua demolició completa. Però el 1940 l'arquitecte Javier Goerlich començà una intervenció continuada que li donà el seu aspecte actual. Els detalls escultòrics i els retaules nous es deuen a la mà de l'escultor José Justo Villalba. La intervenció es nota sobretot a l'exterior, sobretot per la nova façana als peus de l'església (que no existia anteriorment) i el campanar, ambdós en un tipus de gòtic sense tradició a la ciutat. A l'interior es recuperà el gran espai uninau amb les esveltes capelles entre els contraforts i la capçalera poligonal amb gran vitralls de traceria: l'escassa diferència d'altura entre la nau i les capelles augmenta l'efecte unitari i ampli de l'espai. Les dues capelles immediates al presbiteri corresponen a un sol tram de la volta, com en altres esglésies gòtiques de Catalunya i el País Valencià, així simula un transsepte en alçat però que no sobresurt en planta. El cor en alt conserva l'única clau de volta original del conjunt, la resta de detalls (mènsules, capitells i la volta estrelada de la capçalera) són clarament moderns.